# پرییوور (چاچاک)
پرییوور (به صربی: Prijevor) یک منطقهٔ مسکونی در صربستان است که در چاچاک واقع شده‌است. پرییوور ۱۷٫۷۵ کیلومتر مربع مساحت و ۱٬۶۰۳ نفر جمعیت دارد و ۲۴۱ متر بالاتر از سطح دریا واقع شده‌است.